# Зоран Ербез
Зоран Ербез (рођен 15. септембра 1971) је босанскохерцеговачки фудбалски тренер који је главни тренер репрезентације Босне и Херцеговине У15.
Један је од најистакнутијих тренера у историји ФК Славије, освајајући босанскохерцеговачки куп у сезони купа 2008/09, а такође је завршио на 2. мјесту у Премијер лиги Босне и Херцеговине у фудбалу 2008/09. године.

## Тренерска каријера

### ФК Славија
Ербез је започео своју менаџерску каријеру када је именован за помоћника менаџера Славије Сарајево. У априлу 2008. године унапређен је у место менаџера Славије. Са Славијом је освојио клупску историјску титулу Купа БиХ у сезони 2008–09. Као менаџер клуба, Ербез је такође завршио статус борбе у сезони босанскохерцеговачке Премијер лиге 2008–2009. 20. септембра 2009. године, након губитка од Борца Бања Лука, поднио је оставку на мјесто менаџера након лошег почетка сезоне 2009–10.
23. септембра 2011, две године након што је напустио Славију, Ербез је поново именован за новог менаџера Славије, али је само четири месеца касније, 1. јануара 2012, напустио клуб.

### Омладинска репрезентације Босне и Херцеговине
29. јуна 2011. постао је нови главни тренер репрезентације Босне и Херцеговине У15. Водио је тим у неколико квалификација за УЕФА Еуро У17 заједно са тренером Сакибом Малкочевићем, али није био успешан.

## Учешћа

### ФК Славија
- Куп Босне и Херцеговине у фудбалу:2008-09
- Премијер лига Босне и Херцеговине у фудбалу:2008-09